# HD 36881
HD 36881，又名BD+10 818，SAO 94671、HR 1883，是一颗恒星，视星等为5.6，位于銀經194.79，銀緯-11.82，其B1900.0坐标为赤經5h 29m 42s，赤緯+10° -11.82′ 25″。